# Eulaceura bipupillata
Eulaceura bipupillata är en fjärilsart som beskrevs av Percy I. Lathy 1913. Eulaceura bipupillata ingår i släktet Eulaceura och familjen praktfjärilar. Inga underarter finns listade i Catalogue of Life.